# La voz Kids (Arabia)
La voz de Arabia Kids (en árabe: أحلى صوت) o La voz de Arabia Kids: Ahla Sawt es un concurso de talentos árabe creado por John de Mol y basado en el concurso neerlandés The Voice Kids, el cual es parte de una serie internacional. La primera temporada salió al aire por primera vez por MBC el 2 de enero y finalizó el 5 de marzo del 2016.
El 2 de diciembre del 2017, MBC sacó al aire la segunda temporada de La Voz de Arabia Kids.

## Formato
La Voz consiste en elegir de entre un grupo de concursantes de distintas edades, a aquellos que destaquen por sus cualidades vocales, sin que su imagen influya en la decisión del jurado, integrado por conocidos artistas que posteriormente dirigen su formación artística. El objetivo de este formato es encontrar la mejor voz votada del país, es decir, de Arabia. Sin embargo, y de igual manera, pueden participar personas de distintas partes del mundo.
Hay 4 etapas durante la competencia:
Pre-Audiciones

La primera etapa del talent show no es retransmitido. Los productores realizan una audición a todos los artistas que se inscribieron a través de la página web. Los seleccionados pasan a la etapa de audiciones a ciegas donde deben cantar para los entrenadores.
Audiciones a ciegas

La segunda fase son las "Audiciones Ciegas ". Aquí los entrenadores forman sus equipos, los cuales entrenarán y guiarán a lo largo de la competencia. Las sillas de los jueces se encuentran de espaldas y de frente al público durante la actuación de cada aspirante; aquellos interesados en algún artista, presionan el botón que se ubica en la silla, con el cual giran, poniéndose de frente al artista, al mismo tiempo que, se ilumina la parte inferior de la misma, en donde se lee la leyenda "Quiero tu voz". Luego de concluida la presentación, el artista ingresa directamente al equipo del entrenador que se interesó, o en caso de que más de un entrenador se haya interesado, él decide a qué equipo ingresará mediante los argumentos o criterios que cada uno de ellos le ofrezca para guiarlo en base su beneficio musical de la temporada.
Las Batallas

En las Batallas, cada entrenador agrupa en parejas a los miembros de su equipo, para que se enfrenten en un ring y canten la misma canción mostrando así, sus mejores dotes vocales y artísticos. Al final de cada presentación, solo uno de ellos avanza a la siguiente ronda. En cada temporada, cada entrenador recibe la ayuda de mentores invitados, que le ayudan a asesorar a sus participantes para lucirse y realizar una buena actuación, aportando su punto de vista para tomar la mejor decisión en el equipo.
Shows en vivo

En esta fase, cada participante se presenta de manera individual y 100% en vivo ante el público, realizando una actuación musical consecutiva con la finalidad de obtener la mayor cantidad de votos por parte de este. Asimismo, en la semifinal y gran final, no solo se presentarán canciones en solitario, sino que cada finalista realizará un dueto con su entrenador. La palabra y decisión final la tendrá el público, que consagrará a uno de los cuatro finalistas como La Voz Kids de Arabia.

## Presentadores y Jurado

### Presentadores
| Ediciones    | Ediciones | Ediciones | Ediciones |
| Presentador  | 1         | 2         | 3         |
| ------------ | --------- | --------- | --------- |
| Aimée Sayah  |           |           |           |
| Nardin Faraj |           |           |           |

### Backstage
| Ediciones       | Ediciones | Ediciones | Ediciones |
| Presentador     | 1         | 2         | 3         |
| --------------- | --------- | --------- | --------- |
| Moamen Nour     |           |           |           |
| Bader Al Zaidan |           |           |           |
| Yasir Al-Saggaf |           |           |           |

### Coaches
| Temporada | Coaches        | Coaches     | Coaches        |
| --------- | -------------- | ----------- | -------------- |
| 1         | Kazem El Saher | Nancy Ajram | Tamer Hosny    |
| 2         | Kazem El Saher | Nancy Ajram | Tamer Hosny    |
| 3         | Assi El Helani | Nancy Ajram | Mohamed Hamaki |

Galería de coaches
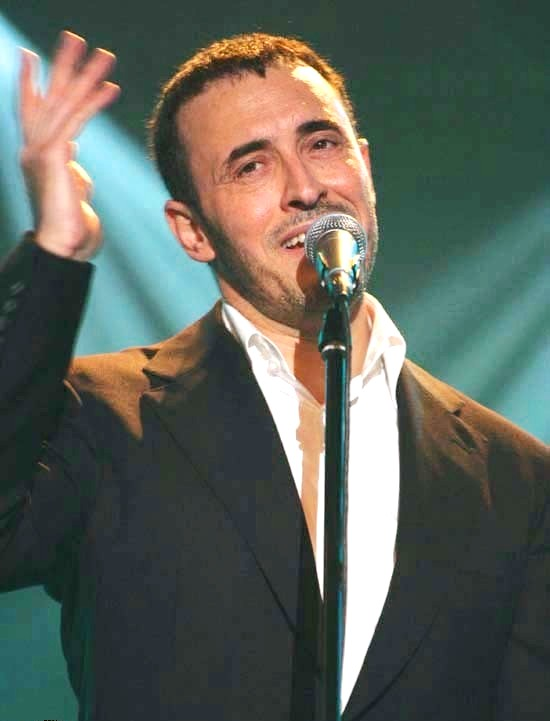
Kazem El Saher (2016, 2017)
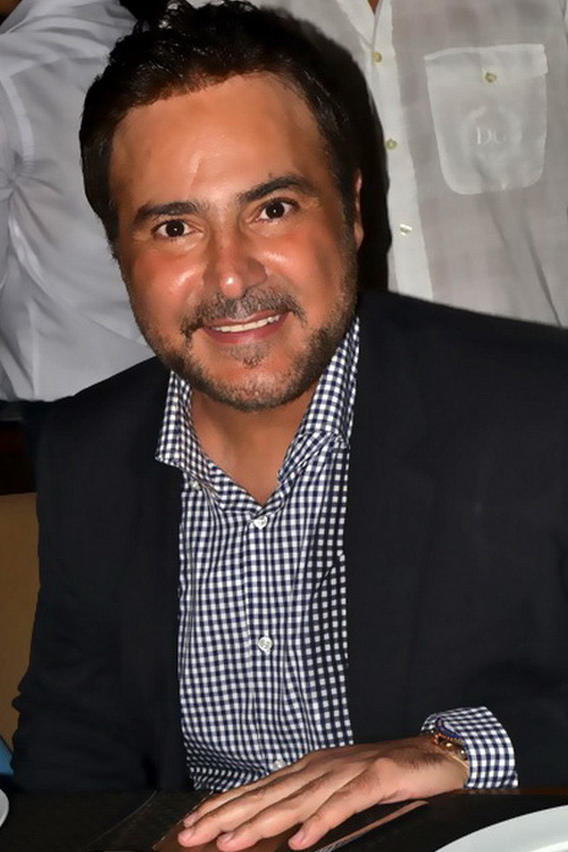
Assi El Helani (2020)
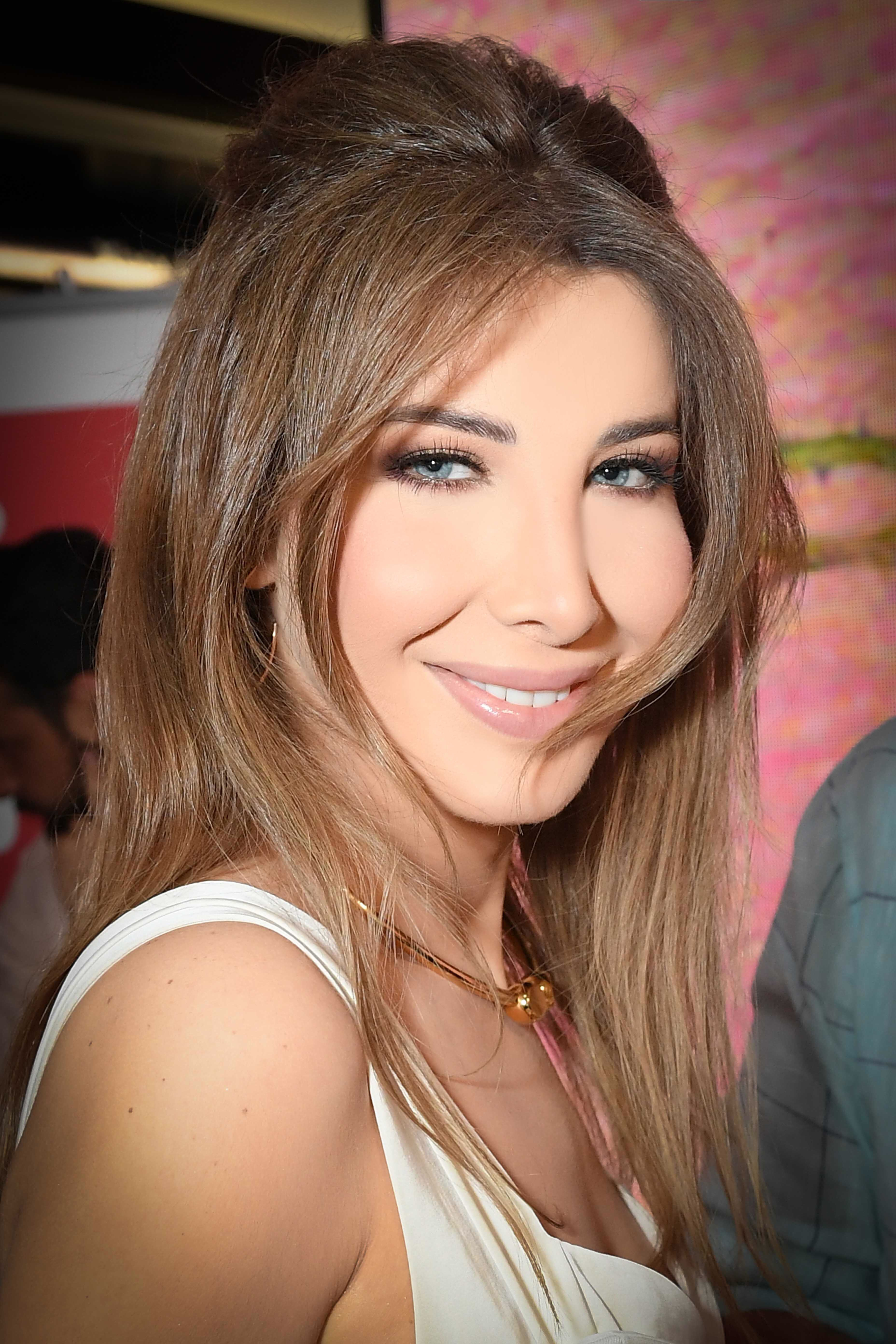
Nancy Ajram (2016, 2017, 2020)
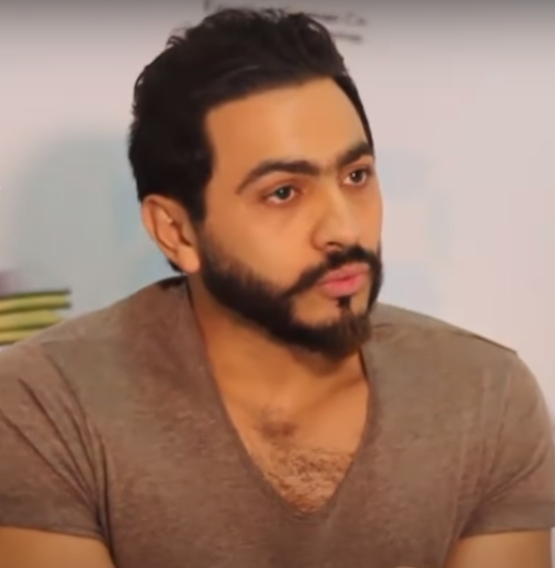
Tamer Hosny (2016, 2017)
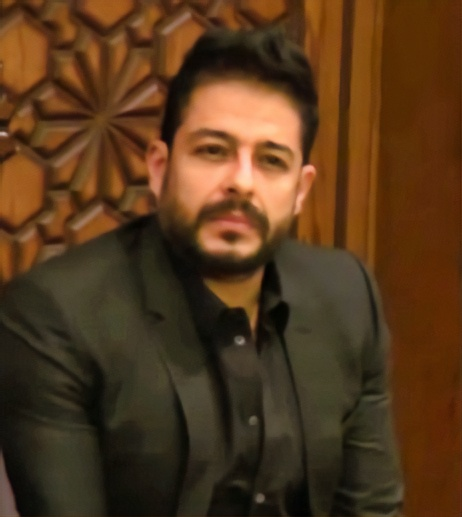
Mohamed Hamaki (2020)

## Resumen
- Equipo Kazem
- Equipo Nancy
- Equipo Tamer
- Equipo Assi
- Equipo Mohamed

| Temporada | Estreno                | Final                | Ganador             | Segundo lugar  | Tercer lugar     | Entrenador Ganador | Presentador  | Backstage       | Entrenadores | Entrenadores | Entrenadores |
| Temporada | Estreno                | Final                | Ganador             | Segundo lugar  | Tercer lugar     | Entrenador Ganador | Presentador  | Backstage       | 1            | 2            | 3            |
| --------- | ---------------------- | -------------------- | ------------------- | -------------- | ---------------- | ------------------ | ------------ | --------------- | ------------ | ------------ | ------------ |
| 1         | 2 de enero de 2016     | 5 de marzo de 2016   | Lynn Al Hayek       | Amir Amoury    | Zaen Obeid       | Kazem El Saher     | Aimée Sayyah | Moamen Nour     | Kazem        | Nancy        | Tamer        |
| 2         | 2 de diciembre de 2017 | 3 de febrero de 2018 | Hamza Lebyed        | Ashrakat Ahmad | Loujay Almasrahy | Kazem El Saher     | Nardin Faraj | Bader Al Zaidan | Tamer        | Nancy        | Kazem        |
| 3         | 4 de enero de 2020     | 7 de marzo de 2020   | Mohamad Islam Rmeih | Yasmine Osama  | Mohamad Ibrahim  | Nancy Ajram        | Nardin Faraj | Yasir Al-Saggaf | Assi         | Nancy        | Mohamed      |

## Temporadas

### Temporada 1 (2016)
La primera temporada se estrenó el 2 de enero y finalizó el 5 de marzo del 2016, siendo la ganadora Lynn Al Hayek del equipo Kazem.

| Clasificación | Artistas      | Canción            | Resultado     |
| ------------- | ------------- | ------------------ | ------------- |
| 1             | Lynn Al Hayek | ان راح منك يا عين  | Ganador       |
| 2             | Amir Amoury   | لزرعلك بستان ورود  | Segundo lugar |
| 3             | Zaen Obeid    | الزينة لبست خلخالا | Tercer lugar  |

### Temporada 2 (2017 - 2018)
La segunda temporada se estrenó el 2 de diciembre del 2017 y finalizó el 3 de febrero del 2018, siendo el ganador Hamza Lebyed del equipo Kazem.

| Clasificación | Artistas         | Canción           | Resultado     |
| ------------- | ---------------- | ----------------- | ------------- |
| 1             | Hamza Lebyed     | Dile a Al-Malihah | Ganador       |
| 2             | Ashrakat Ahmad   | Nunca regresaste  | Segundo lugar |
| 3             | Loujay Almasrahy | Al-Nas Al-Raiqa   | Tercer lugar  |

### Temporada 3 (2020)
La tercera temporada se estrenó el 4 de enero de 2020.

| Clasificación | Artista             | Canción | Resultado     |
| ------------- | ------------------- | ------- | ------------- |
| 1             | Mohamad Islam Rmeih |         | Ganador       |
| 2             | Yasmine Osama       |         | Segundo lugar |
| 3             | Mohamad Ibrahim     |         | Tercer lugar  |

## Entrenadores
– Juez Ganador/Concursante. El ganador está en negrita.
     – Juez en Segundo Lugar/Concursante. Finalista aparece primero en la lista.
     – Juez en Tercer Lugar/Concursante. Finalista aparece primero en la lista.
| Temporada | Entrenadores | Entrenadores | Entrenadores |
| 1         | Kazem | Nancy | Tamer |
| --------- | --- | --- | --- |
|           | - Lynn Hayek - Suhaila Bahjat - Youssef Hassan - Gharam Raafat - Marc Maarawi - Myrna Hanna - Luz de la luna - Abd al-Rahim al-Halabi - Sherine Abu Saad - Dulce genio - Zico Jr. Marikaldi - Joan Jabbour - Tara Salah Monica - Mohammed Al-Amro - Laila Abu Hamdan | - Zain Obaid - Miral Ayad - Bishara glandular - Abu Hamdan - Estructura con vista al mar - Yasmina Nahas - Jamil Baqain - Nuhaila Al-Qulaie - Alaa Nasser - Ahmed Emad - Mona Hajeer - Ayman Amin - Farah Al Moji - Hala Abu Latif - Ahmed Al Hussein    | - Amir Amouri - Mohammed Aziz Al-Haddaji - Hajar Taha - Marwan Nasouh - Marwan Tariq - Jenin Kharrat - Estrella de Alcor - Youssef Farag - Mirna Salah - Juwayria Hamdi - Ahmed Al-Sisi - Hombre Hafsa - Zainab Hassan - Ali Al-Hadi - Rafqa Al-Qalaani |
| 2         | Tamer | Nancy | Kazem |
|           | - Ashrakat Ahmad - Wafa Emad - Talia Berhouch - Amira Saad - Mohammed Al-Bandi - Nour y Wissam - Adam Al-Haddaji - Fatima Ahmed - Gad Ezz El-Din - Ninar Dalla - Mohammed Osama - Muhammad al-Khashab - Leah disco - Khaled Al-Fayed - Valentina Crane               | - Loujay Almasrahy - Jessica occidental - El cirujano del poeta - Taha Mohsen - George Assi - Khaled Al-Marai - Abed Al-Mari - Zain Ammar - Salma Safwat - Adam Najjar - Lail Hashem - Quantcast Ezz El-Din - Mi padre Fares - Yael Kassem - Amjad Nabil | - Hamza Lebyed - Nourhan es una novia - Romy Rizk - Taj Qassam - Shaima Abu Libda - Maria Al-Qahtan - Ziad Amore - Zenia Aladdin - Yaman Kassar - Serena Matar - Aquí Amr - Saif Hamdan - El paraíso de un soldado - Merit Emad - Tim Halabi            |
| 3         | Assi | Nancy | Mohamed |
|           | | | |

## La Voz en las redes sociales
- Sitio Web Oficial
- Facebook
- Instagram
- Dailymotion
- Twitter
- Snapchat
- Canal Oficial de Youtube